# Frederick Knight (zapaśnik)
Frederick (Frank) William Knight (ur. 5 kwietnia 1884, zm. 4 listopada 1962) – brytyjski zapaśnik walczący w stylu wolnym. Olimpijczyk z Londynu 1908, gdzie zajął dziewiąte miejsce w wadze koguciej.
Mistrz kraju w 1908, 1909 i 1911 roku.

## Letnie Igrzyska Olimpijskie 1908
| Konkurencja      | Rundy eliminacyjne | Klas. końcowa |
| Konkurencja      | 1/8                | Miejsce       |
| ---------------- | ------------------ | ------------- |
| 54 kg styl wolny | Fred Davis (GBR) P | 9.            |